# Dwór obronny w Czańcu
Dwór obronny w Czańcu – siedemnastowieczny budynek, znajdujący się w miejscowości Czaniec w województwie śląskim, w pobliżu Kęt. Jest to piętrowa rezydencja szlachecka o cechach obronnych.

## Opis
Dwór murowany, jednopiętrowy, posiada dwa skrzydła mieszkalne i umieszczony pomiędzy nimi mały dziedziniec, zamknięty od strony frontowej galerią arkadową, a od strony tylnej galerią pełną. Skrzydła przykryte są dachem łamanym, frontowa galeria dachem pulpitowym. Dwór otoczony jest prostokątnym tarasem obronnym, w którego dwóch narożnikach znajdują się niewielkie basteje. Budynek otacza założenie ogrodowe, składające się z długiej alei prowadzącej do głównego wejścia oraz znajdujących się na tyłach pozostałości ogrodu, otoczonych starymi drzewami.
Budynek jest częściowo podpiwniczony. Na parterze znajduje się szereg dawnych pomieszczeń użytkowych i mieszkalnych, kaplica z pozostałościami wczesnobarokowych sztukaterii oraz szerokie jednobiegowe schody. Na piętrze znajdują się dawne pomieszczenia mieszkalne i reprezentacyjne oraz galeria arkadowa z kolumnami. Zachowały się kamienne portale drzwi.
Dwór przez lata pozostawał w złym stanie technicznym, zniszczeniu uległy oryginalne sklepienia krzyżowe i większość tynków wewnętrznych oraz wartościowy wystrój kaplicy.

## Historia
Pierwszy renesansowy dwór powstał w początkach XVII wieku i obejmował południowe skrzydło istniejącego dziś budynku, wraz z piwnicami i obronnym tarasem, który wówczas otaczały cztery basteje umieszczone na jego narożach.
W połowie XVII wieku dwór został przebudowany przez rodzinę Stokowskich herbu Drzewica na niewielkie założenie pałacowo-ogrodowe. Zamieniono wówczas istniejący budynek na jedno ze skrzydeł nowej rezydencji, dobudowano skrzydło północne wraz z kaplicą i klatką schodową oraz obie galerie, tworząc centralny dziedziniec. Rozplanowano również założenie ogrodowe.

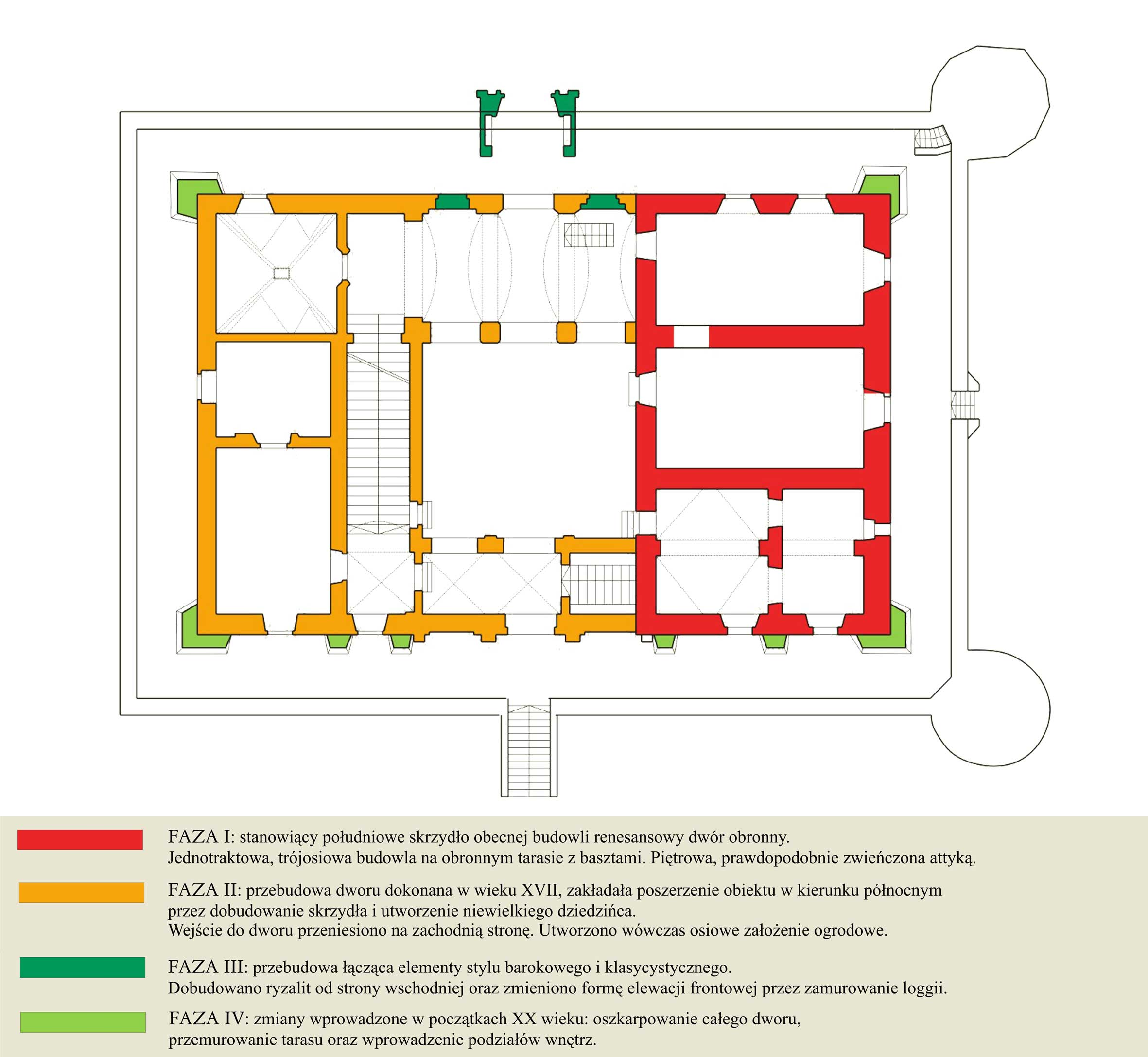
Rzut parteru z zaznaczonymi fazami powstawania

W ciągu wieku XVIII budowla często zmieniała właścicieli. Ważny spośród nich jest kasztelan oświęcimski Franciszek Czerny-Szwarzenberg, który przeprowadził kolejną przebudowę polegającą na zamurowaniu arkad na frontowej elewacji oraz na dodaniu od strony ogrodu tylnego ryzalitu o późnobarokowych dekoracjach.
W roku 1822 dwór przeszedł na własność żywieckich Habsburgów, którzy władali nim przez ponad 100 lat, do roku 1925, kiedy Karol Stefan Habsburg przekazał dwór wraz z folwarkiem i ogrodem na rzecz Polskiej Akademii Umiejętności. W latach międzywojennych istniał w budynku ośrodek konferencyjny PAU. Po wojnie, którą dwór przetrwał bez większych zniszczeń, umieszczono w nim mieszkańców okolicznych wsi w ramach kwaterunku. Zajmowali go oni do lat siedemdziesiątych. W latach dziewięćdziesiątych prywatna spółka rozpoczęła remont budynku, który został jednak przerwany z braku funduszy. Przez następnych kilkanaście lat dwór pozostawał pusty i niszczał. Dodatkową niedogodnością w opiece nad dworem było położenie administracyjne budynku, gdyż granica województw śląskiego i małopolskiego została wytyczona kilka metrów przed wejściem głównym, co dzieli założenie dworskie na dwie części i utrudnia ochronę konserwatorską.
W roku 2008 budowla została zakupiona przez prywatnego inwestora z Bielska-Białej, który rozpoczął remont, planując adaptację dworu na cele mieszkalne, czyli przywrócenie go jego dawnej funkcji. W ramach prac remontowych położono nowe pokrycie dachu z blachy miedzianej, wymieniono tynki i stolarkę okienną. Dokonano także istotnych zmian w formie tarasu obronnego – usunięto główne schody wejściowe zastępując je murem, co zamknęło dwór w obrębie działki na której stoi, odcinając go od osi alei dojazdowej. Domurowano również nową basteję od strony północnej, będącą symetrycznym odbiciem zabytkowej bastei po drugiej stronie osi dworu. Zaadaptowano też teren za budynkiem, umieszczając z tyłu wejście główne i aranżując ogród w stylu francuskim.
Dwór znajduje się w rejestrze zabytków od 1934. Park (ogród) wpisano do rejestru zabytków woj. śląskiego decyzją z 25 lutego 2020 (nr rej. A/609/2020).